# Лихтенштајн на Зимским олимпијским играма 2018.
Лихтенштајн је учествовао на Зимским олимпијским играма 2018. које се одржавају у Пјонгчанг у Јужној Кореји од 9. до 25. фебруара 2018. године. Олимпијски комитет Лихтенштајна послао је троје квалификованих спортиста у два спортова. 
17. фебруара Тина Вајратер је освојила је бронзану медаљу у супервелеслалому што је прва медаља за Лихтенштајн на ОИ још од 1988. године.

## Освајачи медаља

### Бронза
- Тина Вајратер — Алпско скијање, супервелеслалом

## Учесници по спортовима
| Спорт           | Мушкарци | Жене | Укупно |
| --------------- | -------- | ---- | ------ |
| Алпско скијање  | 1        | 1    | 2      |
| Скијашко трчање | 0        | 1    | 1      |
| 2 спорта        | 2        | 1    | 3      |

## Алпско скијање
| Скијаш/ица    | Дисциплина         | 1. вожња | 1. вожња | 2. вожња          | 2. вожња          | Укупно време      | Укупно време      |
| Скијаш/ица    | Дисциплина         | Време    | Поз.     | Време             | Поз.              | Време             | Поз.              |
| ------------- | ------------------ | -------- | -------- | ----------------- | ----------------- | ----------------- | ----------------- |
| Марко Пфифнер | Суперкомбинација М | 1:22.54  | 43       | Није завршио трку | Није завршио трку | Није завршио трку | Није завршио трку |
| Марко Пфифнер | Спуст М            | Н/Д      | Н/Д      | Н/Д               | Н/Д               | 1:45.61           | 44 / 53 (57)      |
| Марко Пфифнер | Слалом М           | 51.09    | 28       | 52.22             | 24                | 1:43.31           | 25 / 43 (108)     |
| Марко Пфифнер | Супервелеслалом М  | Н/Д      | Н/Д      | Н/Д               | Н/Д               | 1:28.57           | 36 / 48 (55)      |
| Тина Вајратер | Велеслалом Ж       | 1:14.08  | 25       | 1:10.14           | 17                | 2:24.22           | 22 / 58 (81)      |
| Тина Вајратер | Спуст Ж            | Н/Д      | Н/Д      | Н/Д               | Н/Д               | 1:39.85           | 4 / 31 (39)       |
| Тина Вајратер | Супервелеслалом Ж  | Н/Д      | Н/Д      | Н/Д               | Н/Д               | 1:21.22           |                   |

## Скијашко трчање
| Скијаш       | Дисциплина       | Класично | Класично | Слободно | Слободно | Укупно    | Укупно    | Укупно  |
| Скијаш       | Дисциплина       | Време    | Пласман  | Време    | Пласман  | Време     | Заостатак | Пласман |
| ------------ | ---------------- | -------- | -------- | -------- | -------- | --------- | --------- | ------- |
| Мартин Фегли | 15 км класично М | Н/Д      | Н/Д      | Н/Д      | Н/Д      | 36:57.0   | +3:13.1   | 52      |
| Мартин Фегли | 30 км скиатлон М | 44:55.5  | 57       | 41:12.7  | 59       | 1:26:08.2 | +9:48.2   | 59      |